# Dvojí tvář
Dvojí tvář (Doppia faccia) è l'album di debutto della cantante ceca Gabriela Gunčíková, pubblicato il 28 novembre 2011 dall'etichetta discografica Universal Music Group in seguito alla partecipazione della cantante del talent show Česko Slovenská Superstar, nel quale si è classificata seconda.
L'album contiene undici tracce, delle quali alcune sono inediti ed altre sono reinterpretazioni; sono di stile soft rock e hard rock. L'album è entrato alla decima posizione della classifica della Repubblica Ceca.

## Tracce
1. Lala
2. Zůstanu napořád
3. Volnej pád
4. Buď dál jen můj
5. Kdybys na mě máv
6. Dvojí tvář
7. Run to Hills
8. Zábrany
9. Send Me an Angel
10. Proudu vstříc
11. Země vzdálená

## Classifiche
| Classifica (2011) | Posizione massima |
| ----------------- | ----------------- |
| Repubblica Ceca   | 10                |